# Castro Urdiales (Gerichtsbezirk)
Der Gerichtsbezirk Castro Urdiales ist einer der acht Gerichtsbezirke in der autonomen Gemeinschaft Kantabrien.
Der Bezirk umfasst 3 Gemeinden auf einer Fläche von 190,17 km² mit dem Hauptquartier in Castro Urdiales.

## Gemeinden
| Gemeinde                       | Einwohner (2024) | Fläche km² | Dichte Einw./km² | Cod INE | Postleitzahl |
| ------------------------------ | ---------------- | ---------- | ---------------- | ------- | ------------ |
| Castro-Urdiales                | 33.482           | 96,11      | 348              | 39020   | 39700        |
| Guriezo                        | 2.458            | 74,53      | 33               | 39030   | 39037        |
| Valle de Villaverde            | 252              | 19,53      | 13               | 39101   | 39880        |
| Gerichtsbezirk Castro Urdiales | 36.192           | 190,17     | 190              | –       | –            |